# Chlumek
Chlumek ist eine Gemeinde in Tschechien. Sie liegt zwölf Kilometer westlich von Velké Meziříčí und gehört zum Okres Žďár nad Sázavou.

## Geographie
Chlumek befindet sich im Süden der Böhmisch-Mährischen Höhe auf einem Höhenrücken linksseitig über dem Tal der Žďárka. Südöstlich erhebt sich die Pavlínovská horka (614 m) und im Süden der Chlumek (628 m). Nördlich liegt die Wüstung Světlá.
Nachbarorte sind Meziříčko im Norden, Měřín und Pustina im Nordosten, Stránecká Zhoř, Nová Zhoř und Pouště im Osten, Benešov, Geršov und Pavlínov im Südosten, Dvůr, Brodek und Kamenice im Südwesten, Kamenička im Westen sowie Řehořov im Nordwesten.

## Geschichte
Chlumek gehörte zu dem Gütern der Propstei Měřín. Die erste urkundliche Erwähnung des Dorfes erfolgte 1556, als der spätere Kaiser Ferdinand I. nach dem Erlöschen der Propstei den Ort erblich an Vratislav von Pernstein übertrug. 1585 kauften die Chraustensky von Malowar Chlumek und schlossen es an die Herrschaft Černá an. Zu dieser Zeit bestand das Dorf aus zwölf Anwesen. Nach der Schlacht am Weißen Berg wurden die Güter der Chraustensky konfisziert und an Rambold XIII. von Collalto verkauft. 1757 bestanden in Chlumek 16 Wirtschaften, davon 13 Bauern. Im Jahre 1790 lebten in den 27 Häusern des Dorfes 232 Menschen. Pfarrort war Měřín.
Nach der Aufhebung der Patrimonialherrschaften entstand 1850 die politische Gemeinde Chlumek in der Bezirkshauptmannschaft Velké Meziříčí. 1890 bestand der Ort aus 53 Häusern und hatte 326 Einwohner. Im Jahre 1900 war die Einwohnerzahl auf 333 angewachsen.
1907 entstand ein neues Schulhaus. Zu Beginn des Jahres 1961 wurde Chlumek dem Okres Žďár nad Sázavou zugeordnet.

## Gemeindegliederung
Für die Gemeinde Chlumek sind keine Ortsteile ausgewiesen. Zu Chlumek gehören die Gehöfte Benešov und Dvůr (Meierhof).

## Sehenswürdigkeiten
- Kapelle der hl. Dreifaltigkeit und Brunnen am Dorfplatz